# Discographie de Bebe Rexha
La discographie de Bebe Rexha, chanteuse américaine, comprend l'ensemble des disques et singles publiés durant sa carrière musicale. 
La chanteuse a collaboré avec Doja Cat pour le titre "Baby, I'm Jeaulous"

## Album studio
- 2018 : Expectations
- 2021: Better Mistake
- 2023: Bebe

## EPs
- 2015 : I Don't Wanna Grow Up (en)
- 2017 : All Your Fault: Pt. 1 (en)
- 2017 : All Your Fault: Pt. 2 (en)

## Singles
| Titre                                                              | Année | Meilleure position | Meilleure position | Album                         |
| Titre                                                              | Année | Hot 100            | UK                 | Album                         |
| ------------------------------------------------------------------ | ----- | ------------------ | ------------------ | ----------------------------- |
| I Can't Stop Drinking About You (en)                               | 2014  | —                  | —                  | I Don't Wanna Grow Up         |
| I'm Gonna Show You Crazy (en)                                      | 2014  | —                  | —                  | I Don't Wanna Grow Up         |
| Gone (en)                                                          | 2014  | —                  | —                  | Hors-album                    |
| Me, Myself & I (avec G-Eazy)                                       | 2015  | 7                  | 13                 | When It's Dark Out            |
| No Broken Hearts (en) (featuring Nicki Minaj)                      | 2016  | —                  | —                  | Hors-album                    |
| In the Name of Love (avec Martin Garrix)                           | 2016  | 24                 | 9                  | Hors-album                    |
| I Got You                                                          | 2016  | 43                 | 91                 | All Your Fault: Pt. 1         |
| F.F.F. (Fuck Fake Friends) (featuring G-Eazy)                      | 2017  | —                  | —                  | All Your Fault: Pt. 1         |
| The Way I Are (Dance with Somebody) (en) (featuring Lil Wayne)     | 2017  | —                  | —                  | All Your Fault: Pt. 2         |
| Meant to Be (featuring Florida Georgia Line)                       | 2017  | 2                  | 11                 | All Your Fault: Pt. 2         |
| Home (en) (avec Machine Gun Kelly et X Ambassadors)                | 2017  | 90                 | —                  | Bright: The Album             |
| Push Back (en) (avec Ne-Yo et Stefflon Don)                        | 2018  | —                  | —                  | Good Man (en)                 |
| I'm a Mess                                                         | 2018  | 35                 | 77                 | Expectations                  |
| Say My Name (avec David Guetta et J Balvin)                        | 2018  | —                  | 91                 | 7                             |
| Last Hurrah                                                        | 2019  | 98                 | 50                 | Hors-album                    |
| Harder (en) (avec Jax Jones)                                       | 2019  | —                  | 23                 | Snacks (en)                   |
| You Can't Stop the Girl (en)                                       | 2019  | —                  | —                  | Maléfique : Le Pouvoir du mal |
| « — » indique que le titre n'est pas sorti ou classé dans le pays. |       |                    |                    |                               |

### En featuring
| Titre                                                                   | Année | Meilleure position | Meilleure position | Album                                   |
| Titre                                                                   | Année | Hot 100            | R-U                | Album                                   |
| ----------------------------------------------------------------------- | ----- | ------------------ | ------------------ | --------------------------------------- |
| Sink or Swim (Pierce Fulton featuring Bebe Rexha)                       | 2012  | —                  | —                  | Hors-album                              |
| Take Me Home (en) (Cash Cash featuring Bebe Rexha)                      | 2013  | 57                 | 5                  | Overtime et Blood, Sweat & 3 Years (en) |
| Hey Mama (David Guetta et Afrojack featuring Nicki Minaj et Bebe Rexha) | 2015  | 8                  | 9                  | Listen                                  |
| All the Way (Reykon featuring Bebe Rexha)                               | 2015  | —                  | —                  | Hors-album                              |
| That's How You Know (en) (Nico & Vinz featuring Kid Ink et Bebe Rexha)  | 2015  | —                  | —                  | Cornerstone                             |
| Battle Cry (en) (Havana Brown featuring Bebe Rexha)                     | 2015  | —                  | —                  | Hors-album                              |
| Back to You (Louis Tomlinson featuring Bebe Rexha)                      | 2017  | 40                 | 8                  | Hors-album                              |
| Girls (Rita Ora featuring Cardi B, Bebe Rexha et Charli XCX)            | 2018  | —                  | 22                 | Phoenix (en)                            |
| Call You Mine (The Chainsmokers featuring Bebe Rexha)                   | 2019  | 56                 | 50                 | World War Joy (en)                      |
| « — » indique que le titre n'est pas sorti ou classé dans le pays.      |       |                    |                    |                                         |

### Singles promotionnels
- 2017 : That's It (featuring Gucci Mane et 2 Chainz)
- 2017 : Count on Christmas
- 2018 : Ferrari
- 2018 : 2 Souls on Fire (featuring Quavo)
- 2019 : Not 20 Anymore (en)